# 华混
华混（?—?），字敬伦，中国西晋平原郡高唐县（今山东省禹城市）人，华歆曾孙，华表之孙，华廙长子。
华混嗣父爵观阳公，清贞简正。华混担任黄门侍郎时，贾谧掌国史。朝廷议立晋书开始的限断，中书监荀勖认为以曹魏正始起年，著作郎王瓚想要以嘉平已后朝臣都写入晋史，没有议决。晋惠帝即位后，贾谧上议，请从泰始之后为晋朝开始。司徒王戎、司空张华、领军将军王衍、侍中乐广、黄门侍郎嵇绍、国子博士谢衡支持贾谧。华混和骑都尉济北侯荀畯、侍中荀藩以为应该用正始开元。博士荀熙、刁协以为应该用嘉平起年。贾谧和王戎、张华之议，被采纳施行。306年十一月十七日，晋惠帝吃麦饼中毒，十一月十八日，在显阳殿驾崩。皇后羊献容自以为是太弟司马炽的嫂子，担心当不成太后，打算拥立清河王司马覃。侍中华混劝谏：“太弟在东宫已久，在百姓中声望已定。”随即用不封口的公文迅速宣召太傅司马越，宣召皇太弟入宫。皇后也已宣召司马覃到尚书阁，司马覃怀疑会有变故，就称病回去了。十一月二十一日，太弟司马炽即皇帝位，为晋怀帝。华混历位侍中、尚书，卒于官。子华陶嗣爵，补巩令，没于石勒。